# A. Richard Newton
Arthur Richard Newton (* 1. Juli 1951 in Gardenvale, Melbourne; † 2. Januar 2007 in San Francisco) war ein australischer Informatiker und Hochschullehrer an der University of California, Berkeley. Er war einer der Pioniere von Electronic Design Automation.

## Leben
Newton studierte Elektrotechnik an der University of Melbourne mit dem Bachelor-Abschluss 1973 und dem Master-Abschluss 1975 und ging dann an die Universität Berkeley, wo er (beginnend schon als Student in Australien ab 1973) am SPICE Programm von Larry Nagel und Donald Pederson arbeitete (einem bekannten Entwicklungs- und Simulationsprogramm für elektronische Schaltkreise). 1978 wurde er in Berkeley bei Pederson promoviert (Dissertation: The simulation of large-scale integrated circuits) und wurde im gleichen Jahr Assistant Professor, 1982 Associate Professor und 1985 Professor in der Fakultät für Elektrotechnik und Informatik. 1999 bis 2000 stand er der Fakultät vor und war ab 2000 Roy W. Carlson Professor und Dekan der Ingenieursfakultät (wobei er besonders für die Förderung von Frauen in Ingenieursberufen bekannt war). Er starb an Bauchspeicheldrüsenkrebs.
Newton befasste sich mit Test-, Verifikations- und Synthesewerkzeugen für den Entwurf elektronischer Schaltkreise. Er arbeitete eng mit der Mikroelektronikindustrie zusammen und seine Forschung mit Pedersen trug zur Gründung von SDA Systems (später Cadence Design Systems) und Synopsys bei. Er war Gründer des aus der Zusammenarbeit von Universität und Industrie entstandenen Gigascale Systems Research Center. 2001 gründete er das Center for Information Technology Research in the Interest of Society (CITRIS) verschiedener kalifornischer Universitäten mit Sitz in Berkeley, das vor allem auch globale soziale Probleme mit Mitteln der Informationstechnologie angehen sollte. Er förderte auch kurz vor seinem Tod die synthetische Biologie.
2003 erhielt er den Phil Kaufman Award für Electronic Design Automation (EDA). 2007 wurde ein Lehrstuhl in Berkeley nach ihm benannt und seit 2009 wird ein nach ihm benannter Preis für Electronic Design Automation der Association for Computing Machinery (Special Interest Group on Design Automation) und IEEE erstmals vergeben (ACM/IEEE A. Richard Newton Technical Impact Award). Er war Mitglied der National Academy of Engineering und der American Academy of Arts and Sciences.
Er war lange im technischen Beratungskomitee von Microsoft Research.
Er war mit Petra Michel verheiratet und hatte zwei Töchter.

## Schriften (Auswahl)
- mit  Srini Devadas: Sequential Logic Testing and Verification, Springer 1992.
- mit Pranav Ashar,  Srini Devadas: Sequential Logic Synthesis, Springer, Kluwer 1992.
- mit Resve Saleh, Shyh-Jye Jou: Mixed-Mode Simulation and Analog Multilevel Simulation, Springer 1994.
- mit Timothy J. Barnes, David Harrison, Rick L. Spickelmier: Electronic CAD Frameworks, Springer 1992.